# Henri de Tonti
Henri de Tonti (Gaeta, Reino de Nápoles, 1649 o 1650 - Mobile, Luisiana francesa, 1704) fue un explorador, soldado y comerciante de pieles italiano que estuvo al servicio de Francia y que es recordado por haber participado en la expedición de 1682 de René Robert Cavelier de La Salle, la primera que recorrió enteramente el río Misisipí.

## Biografía

### Primeros años
Henri de Tonti, siciliano, probablemente nació cerca de Gaeta, Italia, ya sea en 1649 o 1650. Fue hijo de Lorenzo de Tonti, un financiero y antiguo gobernador de Gaeta. Alphonse de Tonti, uno de los fundadores de lo que ahora es la ciudad de Detroit, fue su hermano menor.
Su padre, Lorenzo, participó en una revuelta contra el virrey español en Nápoles, Italia, y se vio obligado a buscar asilo político en Francia, más o menos en el momento del nacimiento de Henri. En 1668, Henri se unió al Ejército francés y más tarde sirvió en la Marina francesa. Durante la tercera guerra anglo-holandesa, Henri luchó contra los españoles en la batalla de la revuelta de Messina, perdiendo su mano derecha en la explosión de una granada y, a partir de ese momento, llevaba un gancho de prótesis cubierta por un guante, lo que le valió el apodo de Mano de Hierro.

### Explorando con La Salle (1678-83)

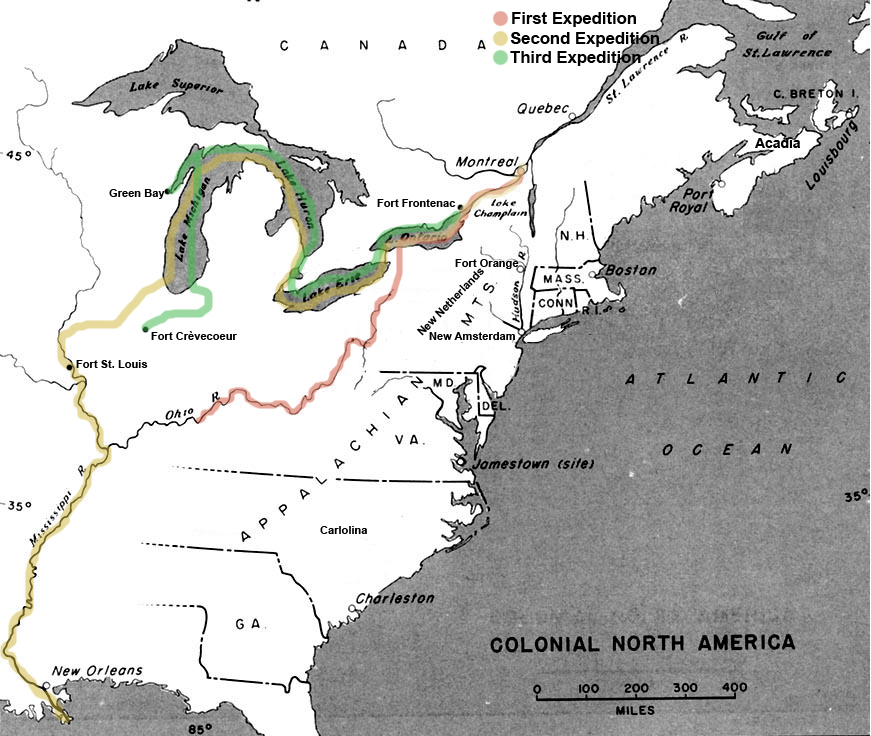
Expediciones de La Salle en el Misisipí.

En el verano de 1678, Tonti se asoció a la expedición organizada por René Robert Cavalier, señor de La Salle, que lo reconoció como un socio capaz. La Salle dejó a Tonti a cargo de Fort Crèvecoeur (hoy Illinois), mientras él regresaba a Ontario.
En la primavera de 1682, Tonti viajó con La Salle en ya su famoso descenso del río Misisipí. Las cartas y diarios de Tonti  son una fuente valiosa para estudiar estas exploraciones.
Cuando La Salle regresó a Francia en 1683, dejó a Tonti a cargo de Fort Saint Louis, en el río Illinois. Renunció al control del puesto durante un período de tiempo en favor de Louis-Henri de Baugy, por órdenes del entonces  gobernador de la Nueva Francia, Louis de Buade de Frontenac. Tres años más tarde, al enterarse de que La Salle volvía a remontar el Misisipí, desde el golfo de México,  se dirigió hacia el sur por propia iniciativa para tratar de encontrarse con La Salle en su ascenso. No pudo encontrarlo, aunque sí alcanzó el golfo de México antes de regresar. Dejó a varios hombres en la desembocadura del río Arkansas para establecer un puesto comercial que más tarde se convertiría en la histórica ciudad de Puesto de Arkansas.

### Guerras con colonos ingleses
Durante 1687, Tonti participó en las guerras contra los ingleses y sus aliados de la Confederación Iroquesa. En 1688 regresó a Fort Saint Louis y se encontró con los miembros supervivientes de la última partida de La Salle, que ocultaron el hecho de la muerte de La Salle (ya que uno de los miembros de esa partida, amotinada, había sido quien le había asesinado). Tonti envió a su vez partidas para buscar sobrevivientes y lel mismo partió en octubre de 1689.
Tonti viajó hasta el río Rojo y llegó hasta las aldeas caddo localizadas en el noreste de la actual Texas en la primavera de 1690. Los caddo no le ofrecieron ninguna ayuda y se vio obligado a retirarse.

### Vida en la baja Luisiana francesa
Tonti experimentó severas dificultades financieras en los años 1690 y, a principios de 1700, comenzó un viaje por el Misisipí para contactar con Pierre Le Moyne d'Iberville, que había establecido la colonia de la Luisiana. Tonti llegó a la Luisiana francesa y se unió a la colonia.
En 1702, en Mobile, fue elegido por Iberville como embajador ante las tribus choctaw y chickasaw y llevó a cabo varias negociaciones. De Tonti volvió a Mobile, con tres jefes chickasaw y cuatro jefes choctaw. Los jefes eran rivales, pero después de que Iberville hubiese  terminado de abordarles y les presentó sus regalos, armas y municiones, decidieron ayudar a los colonos. Bienville, el hermano menor de Iberville, de 22 años, fue quien tradujo.
Tonti también condujo expediciones punitivas hasta 1704. En agosto de 1704 Tonti contrajo la fiebre amarilla y murió en Old Mobile, al norte de la actual ciudad de Mobile (Alabama).

## Reconocimientos
El distrito histórico del centro de la actual Mobile fue nombrado en su honor.